# Svante Pääbo
Svante Pääbo (wym. [ˈsvânːtɛ̂ ˈpʰɛ̌ːbʊ̂]; ur. 20 kwietnia 1955 w Sztokholmie) – szwedzki biolog specjalizujący się w genetyce ewolucyjnej, twórca i kierownik Instytutu Maxa Plancka w Lipsku, gdzie m.in. kierował pracami w dziedzinie genomów neandertalczyka oraz człowieka z Denisowej Jaskini, przyczyniając się do powstania nowej dziedziny nauki – archeogenetyki. Laureat Nagrody Nobla w dziedzinie fizjologii lub medycyny za 2022 rok.

## Życiorys
Jego ojcem był Sune Bergström, laureat Nagrody Nobla w dziedzinie medycyny w 1982, a matką estońska chemiczka Karin Pääbo. Od roku 2000 Pääbo jest członkiem Szwedzkiej Królewskiej Akademii Nauk. W 2007 roku Pääbo znalazł się na liście „Time” 100 opublikowanej przez tygodnik „Time”. W roku 2008 odznaczony niemieckim orderem „Pour le Mérite für Wissenschaften und Künste” (za zasługi w dziedzinie nauk i sztuk pięknych), a w roku 2009 Krzyżem Wielkim II Klasy Orderu Zasługi RFN.